# Medulla oblongata
Den forlængede marv, eller medulla oblongata, er den nederste del af hjernestammen.
Den går nedadtil over i rygmarven (fra foramen magnum i kraniet) og opadtil i Pons.
I medulla oblongata findes livsvigtige reguleringscentre, idet åndedrætscenter og kredsløbscenter er placeret her.
Der er i alt 12 hjernenerver, den 9., 10., 11. og 12. udgår fra den forlængede marv. Disse hjernenerver kan indeholde både sensoriske, motoriske og autonome nerver.
9. (n. glossopharyngeus) og 10. (n. vagus) hjernenerve indgår bl.a. i vigtige kredsløbs- og åndedrætsreflekser.
Spytsekretion i mundhulen og synkningen i spiserøret (oesophagus) er også styret af reflekscentre i Medulla oblongata.